# Gilbertown
Gilbertown es un pueblo ubicado en el condado de Choctaw en el estado estadounidense de Alabama. En el censo de 2000, su población era de 187. 

## Demografía
En el 2000 la renta per cápita promedia del hogar era de $ 27.917$, y el ingreso promedio para una familia era de 44.167$. El ingreso per cápita para la localidad era de 18.492$. Los hombres tenían un ingreso per cápita de 40.625$ contra 21.250$ para las mujeres.

## Geografía
Gilbertown está situado en 31°52′36″N 88°19′15″O / 31.87667, -88.32083 (31.876676, -88.320907).
Según la Oficina del Censo de los EE. UU., la ciudad tiene un área total de 0.80 millas cuadradas (2.08 km²).